# Mont Golak
Le mont Golak (en macédonien : Голак) est une montagne de moyenne altitude située dans l'Est de la Macédoine du Nord. Son pic principal est le Čavka, qui s'élève à 1 538 mètres d'altitude. La montagne se dresse entre Delčevo et Vinica.
La montagne couvre 12 800 hectares. Elle compte un centre de loisirs. Menacée par la déforestation, elle connaît des campagnes de reboisement, limitées par la pauvreté du sol.